# Meine kleine Tierwelt
Meine kleine Tierwelt (Originaltitel: The Littlest Pet Shop) ist eine französisch-US-amerikanische Zeichentrickserie für Kinder, die 1995 produziert wurde. Die Serie basiert dabei auf den Spielzeugen der Littlest-Pet-Shop-Reihe. 
Seit dem 10. November 2012 wird eine Neuauflage der Serie, die den Titel Littlest Pet Shop – Tierisch gute Freunde hat, ausgestrahlt.

## Handlung
Der Hobby-Erfinder Elwood Harvey besitzt eine Zoohandlung in der hauptsächlich Kleintiere leben. Durch eine unbekannte Ursache sind diese sogar so klein, dass sie in Häuschen passen, das er auf einem Skateboard aufgebaut hat. In dieser Wohngemeinschaft befinden sich unter anderem der Hengst Arnold, Hirtenhund Bumbum, Äffchen Squeaks, die rosa Hasendame Marilyn, Hamster Blücher und das Katzenmädchen Chloe. Einziger Feind von ihnen ist die hungrige Echse Delilah, die sie versucht zu fressen.

## Produktion und Veröffentlichung
Die Serie wurde 1995 von Sunbow Productions, Créativité & Développement, AB Productions und Tonka unter der Regie von Xavier Picard und dem Drehbuch von Jean Chalopin in den Vereinigten Staaten produziert und von Claster Television vermarktet. Dabei sind 40 Doppelfolgen entstanden. Die Musik stammt von Giacomo Cosenza.
Erstmals wurde die Serie vom 16. Oktober bis zum 8. Dezember 1995 ausgestrahlt. Die deutsche Erstausstrahlung erfolgte am 6. April 2000 auf K-Toon. Weitere Wiederholungen im deutschsprachigen Fernsehen erfolgten ebenfalls auf den Fernsehsendern Sat.1 und Junior. Zudem wurde die Serie auf VHS veröffentlicht.

## Episodenliste
| Folge | deutscher Titel                                      | Originaltitel                                             |
| 1     | Klein aber oho! / Bumbum im Hauptwaschgang           | What Do You Mean Little? / No Starch Please               |
| 2     | Wer quakt, gewinnt! / Die Kalorienschlacht           | Frogs! / The Closet Eater                                 |
| 3     | Die Hamster-Olympiade / Riesenaffentheater           | Hamster-Lympics / King Squeaks                            |
| 4     | Die Nacht des schwarzen Katers / Karotten-Rock       | The Black Cat / Bunny Beat                                |
| 5     | Arnold, der Spielzeughengst / Affentempo             | Chet, The Dream Horse / Going Bananas                     |
| 6     | Superbum greift ein / Schöner wohnen                 | Stu-man & Super Squeaks / The Bugs-in-the-Wall Gang       |
| 7     | Der Plattmacher / Hollywood ruft                     | Wrecking Havoc / Chet Goes Hollywood                      |
| 8     | Das Dings mit der Sphinx / Trauer-Power              | Curse Of The Mumsy / Whenever Lola Laughs                 |
| 9     | Schatzsuche / Wünsch dir was!                        | Treasure Of Sierra Pet Shop / Really Big                  |
| 10    | Der Bananenplanet / Die Drachenoper                  | Squeaks In Space / Are You My Mumsy?                      |
| 11    | Fauler Zauber / Höchste Eisenbahn                    | Scaredy Dog / Littlest Pit Stop                           |
| 12    | Heuschreck lass nach / Krimizeit                     | The Bully Bugs / The Littlest Whodunit                    |
| 13    | Hinter Gittern / Raus die Maus!                      | Inmate Rookie / A Game Of Cat And Mouse And Dog           |
| 14    | Die Schöne in dem Biest / Eine kriminelle Geschichte | Belly Of The Beast / Cops And Robbers And Pets, Oh My!    |
| 15    | Der Opa des Grauens / Ein Hamster von Welt           | Attack Of The Manwolf / My Fair Hamster                   |
| 16    | Auf der Flucht / Chloe packt aus                     | The Young And The Vetless / Chloe Tells All               |
| 17    | Der Diener zweier Käfer / Blücher in der Unterwelt   | Night Of The Elwood / Drained                             |
| 18    | Eine Hamster-Romanze / Professor Squeaks             | Kowalski And Juliet / Mind Over Monkey                    |
| 19    | Helden der Lüfte / Reif für die Insel                | Infomercial Superflyway / Dream Vacation                  |
| 20    | Kalt erwischt / Operation „Junior“                   | The Mighty Clucks / Little Junior                         |
| 21    | Ein Mammut-Problem / Bumbum im Cyberspace            | Encino Mammoth / When In ROM                              |
| 22    | Das doppelte Kätzchen / Ente mit Schrecken           | Chloe’s Evil Twin / The Magnificent Pets                  |
| 23    | Auf Freierspfoten / Glocke über Bord!                | The Perils Of Bernice / Delilah’s Bell                    |
| 24    | Ab geht die Post! / Frechheit siegt                  | Return To Sender / The Gift Of Gab                        |
| 25    | Der Undercover-Welpe / Reich und Schön               | Witness Protection Pup / Eleven Minutes Of Fame           |
| 26    | Reich und blöd / Spielzeug-Terror                    | The Itch To Be Rich / Mechanical Madness                  |
| 27    | Das Riesenbaby / Privatdetektiv Bumbum               | Baby! / Littlest Pet Detective                            |
| 28    | Ein derbes Derby / Die Vögel                         | The Deadly Derby / Too Many Birds                         |
| 29    | Blackout / Die Riesenbanane                          | Black-Out / Don’t Rain On My Banana                       |
| 30    | Die Nummer mit dem Hummer / Gehorsam ist alles       | For The Love Of Lovas / Obedience School                  |
| 31    | Bumbums Monster / Bananenjagd                        | Frankenstu / Wanted: Squeaks                              |
| 32    | Das Hamsterrätsel / Der Weihnachtsschock             | Do Not Solve Until Christmas / Who Scrooged McRude        |
| 33    | Der Tiger von Whiskypur / Floh und munter            | Travels With My Mumsy / The Best Things In Life Are Flea  |
| 34    | Der kleinste Horrorladen / Ene Mene Gnu              | Littlest Pet Shop Of Biggest Horrors / The Jungle Novella |
| 35    | Das Käfer-Komplott / Hokuspokus                      | The Rotten Apple / Nothing Up My Sleeve                   |
| 36    | Ein Affe zuviel / Wahlkrampf                         | Squeaks’ Sibling Rivalry / Slinging Fur                   |
| 37    | Squeaks – Affenstark! / Der Ungeziefer-Knast         | Squeaks On A Stick / The Bug House                        |
| 38    | Monster mit Kartoffelsalat / Der Western ruft        | They Came From Beyond The Dumpster / Lonesome Chet        |
| 39    | Ein bunter Hund / Rettet Delilah!                    | My Fair Rookie / Farewell, Delilah                        |
| 40    | Ein alter Hut / Trautes Heim …                       | It’s A Wonderful Hat / This Old Treehouse                 |